# دييغو سوزا (لاعب كرة قدم برازيلي)
دييغو سوزا هو لاعب كرة قدم برازيلي، ولد في 11 سبتمبر 2002.